# Sociedad heliográfica
La Sociedad heliográfica (en francés: Société héliographique) fue una asociación de fotografía  fundada en 1851 y considerada históricamente como la primera existente en el mundo.
La sociedad se creó en enero de 1851 para acelerar los progresos en la fotografía tanto en sus aspectos científicos como artísticos. Se adoptó el nombre de la heliografía para incluir tanto el daguerrotipo como la fotografía en sus ámbitos de actuación. Su sede estuvo en la calle de l'Arcade 15, en París.
Presidida por Jean Baptiste Louis Gros se constituyó con cuarenta miembros e incluía entre sus fundadores artistas, escritores, científicos, fotógrafos, pintores y críticos. Algunos de ellos fueron: Hippolyte Bayard, Gustave Le Gray, Henri Le Secq, Edouard Baldus, Eugene Delacroix, Francis Wey, Ernest Lacan, Henri Victor Regnault, Charles Chevalier, Eugène Durieux, Claude Félix Abel Niépce de Saint Victor, Edmond Becquerel, Édouard Delessert, Benito Monfort, Jules Champfleury, Jules Claude Ziegler y Auguste Mestral. La revista que empleaban para la difusión de aspectos técnicos y artístico se llamaba La Lumière.
Esta sociedad promovió con el gobierno francés la Misión Heliográfica que permitió elaborar en 1851 el primer inventario fotográfico de los monumentos históricos de Francia. Los encargados fueron: Hippolyte Bayard, Gustave Le Gray, Edouard Baldus, Henri Le Secq y Auguste Mestral. La técnica que emplearon para lograr mayor detalle en los calotipos fue el papel encerado antes de realizar la sensibilización para la toma fotográfica.
Su existencia fue efímera ya que duró menos de un año, pero la sociedad fue un modelo para nuevas asociaciones como la Sociedad Francesa de Fotografía, que en 1854 albergó a la mayoría de sus miembros.